# 26-й окремий батальйон НГ (Україна)
26-й окремий батальйон (26 ОБ НГУ, в/ч 3059) — підрозділ у складі Центрального оперативно-територіального об'єднання Національної гвардії України. Розміщений у місті Кременчук. Було утворено 2000 року.

## Історія
Військова частина була заснована 18 жовтня 2000 року. Ініціатива створення військового підрозділу належить міській владі Кременчука та була підтримана Міністерством внутрішніх справ України. Створено військову частину  3059  було  у найбільш проблемному по відношенню до кількості правопорушень  мікрорайоні міста Кременчука –  Молодіжному.
На початку липня 2017 року з'явилась інформація про розгортання батальйону в полк.
26 вересня 2017 року відбулося відкриття казарменого приміщення після проведення ремонту, який було здійснено за кошти та силами працівників ПрАТ «Кременчуцький завод технічного вуглецю».
На початку 2018 року інформація щодо розгортання полку підтвердилася.
10 червня 2020 року батальйон очолив підполковник Олег Довгалюк

## Структура
- 1-ша патрульна рота;
- 2-га патрульна рота;
- 3-тя патрульна рота;
- патрульний взвод на автомобілях;
- взвод бойового та матеріального забезпечення;
- кінологічна група;
- медичний пункт.

## Командування
- полковник Головченко Віктор Миколайович (2001-2004, 2009-2010)
- підполковник Хоменко Олександр Васильович (2004-2009)
- полковник Аленін Олександр Генадійович (2010-2018)
- підполковник Шульга Євген В'ячеславович (2018-2020)
- підполковник Довгалюк Олег Павлович (з 2020)[6]

## Втрати
1. 23 лютого 2023 року у районі населеного пункту Кремінна Луганської області загинув Євгеній Каліш[7].